# Guardian Building
El Guardian Building es un rascacielos situado en Detroit, la ciudad más poblada de Míchigan (Estados Unidos). Cuando fue acabado en 1929, se llamó Union Trust Building. Fue diseñado por el arquitecto Wirt Rowland y es un ejemplo de la arquitectura art déco, con diseños de streamline moderne. Fue renovado recientemente. Fue designado un Hito Histórico Nacional el 29 de junio de 1989, y se encuentra en el Registro Nacional de Sitios Históricos como parte del Distrito Financiero. Es el octavo edificio más alto de la ciudad.

## Arquitectura
El Guardian se encuentra situado en el Distrito Financiero, en pleno Downtown. Está a pocas cuadras de la orilla norte del río Detroit y ocupa toda la manzana definida por las calles West Larned y West Congress por el norte y el sur, y por la calle Griswold y la avenida Woodward por el occidente y el oriente. Esta es una zona de gran concentración de rascacielos y el Guardian es vecino de las torres Penobscot y el One Detroit Center, respectivamente el segundo y el tercer edificios más altos de la ciudad.

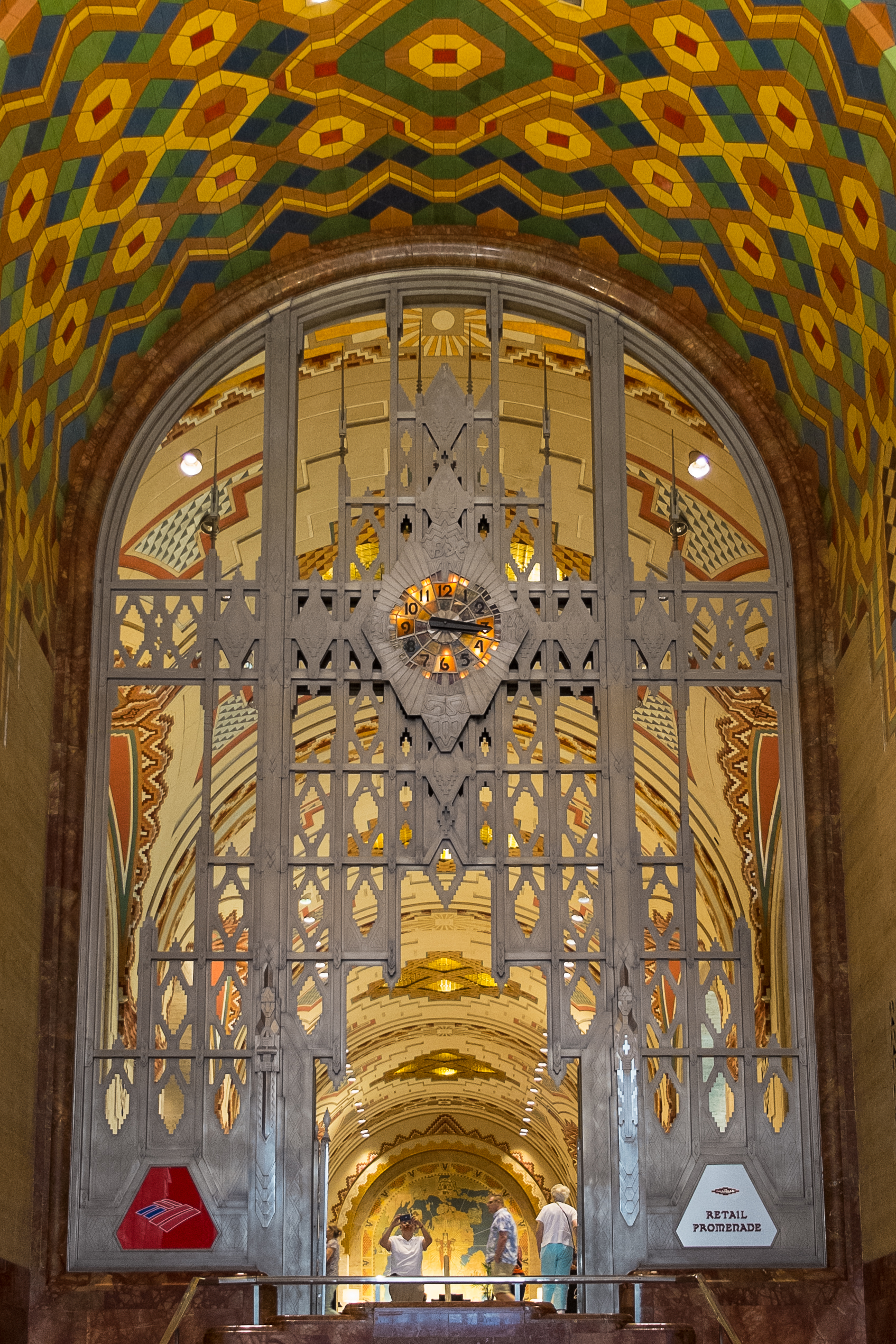
El Guardian es conocido como la Catedral de la finanza.

 El volumen principal tiene 36 pisos, pero está coronado por dos torres asimétricas, una de las cuales se eleva cuatro pisos adicionales. La altura arquitectónica es de 151 m, la del último piso de 120 m y la aguja de la aguja de 192,6 m.
Su apodo, Catedral de Finanzas (Cathedral of Finance), alude al parecido del edificio con una catedral, con su nave interior, su torre sobre la entrada principal y el ábside octogonal en el extremo opuesto. También por su pareciso con el Woolworth Building en Manhattan, anteriormente llamado la Catedral de Comercio (Cathedral of Commerce). En las fachadas y en la decoración interior son comunes los temas alusivos a los nativos norteamericanos. El arquitecto del edificio fue Wirt C. Rowland, de la firma Smith, Hinchman & Grylls. Este es a su vez diseñó otros dos rascacielos de Detroit, las torres Buhl Building y el Penobscot Building.
El edificio se eleva desde una base de granito y piedra de seis pisos con dos esculturas creadas por Corrado Parducci que flanquean la entrada de la calle Griswold. El exterior y el interior combina el metal y el ladrillos con azulejos, piedra caliza y terracota.
La atención al detalle de Rowland fue meticulosa. Supervisó la creación del revestimiento de ladrillo coloreado para lograr el color deseado para el exterior. Posteriormente, el fabricante comercializó el ladrillo como Union Trust Brick y después de 1939, como Guardian Brick. Rowland diseñó muebles para las oficinas del banco, e incluso diseñó las vajillas, la ropa de cama y los uniformes de las camareras para un restaurante en el edificio.

## Innovaciones
El Guardian presentó innovaciones tanto en diseño como en tecnología. Rowland requirió monel en lugar del bronce comúnmente utilizados para toda la metalistería expuesta en el edificio. Esta innovación que fue ampliamente adoptada, especialmente en el Edificio Chrysler de Nueva York. 
Rowland prescindió también de las formas tradicionales de decoración, utilizando en su lugar materiales de colores (ladrillo, piedra y terracota) establecidos en patrones geométricos tanto en el interior como en el exterior. El Guardian fue el primer edoficio que usó ascensores que se detienen y abren automáticamente sus puertas al llegar a los pisos, tareas que antes debía realizar un ascensorista.

## Historia
El rascacielos fue construido entre 1928 y 1929 por la Union Trust Company, fundado en Detroit en 1890 por los senadores James McMillan y Dexter M. Ferry, junto con inversiones como Russell A. Alger, Frank J. Hecker y Christian H. Buhl. Durante la Segunda Guerra Mundial sirvió como Centro de Operaciones del Ejército en tiempos de guerra. 
En 1982 se convirtió en la sede de la Michigan Consolidated Gas Company ("MichCon"), que restauró el lobby y los techos abovedados del primer piso en 1986. 
En 2002, el Sterling Grupo compró el edificio e invirtió 14 millones de dólares en el edificio y reabrió el lobby al públicoque estaba cerrado desde que lo había adquirido MichCon. El 18 de julio 18 d 2007 el Condado del Wayne anunció que dejaría su sede histórica en el Wayne County Building para reubicarse en el Guardian. La venta fue por 33,5 millones. El Guardian es uno de los rascacielos reproducidos en los suvenires de Detroit.

## Galería

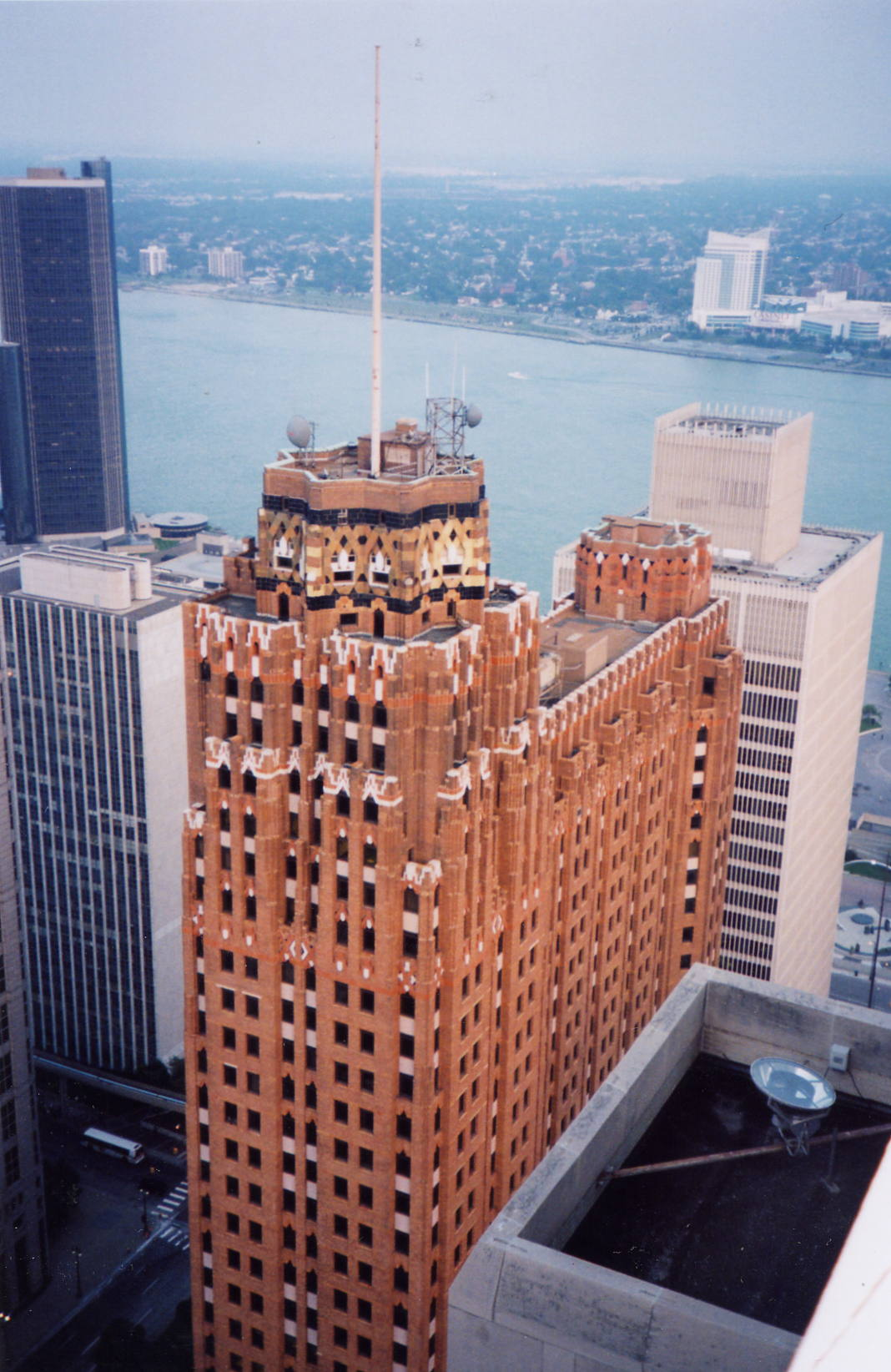
Vista aérea.
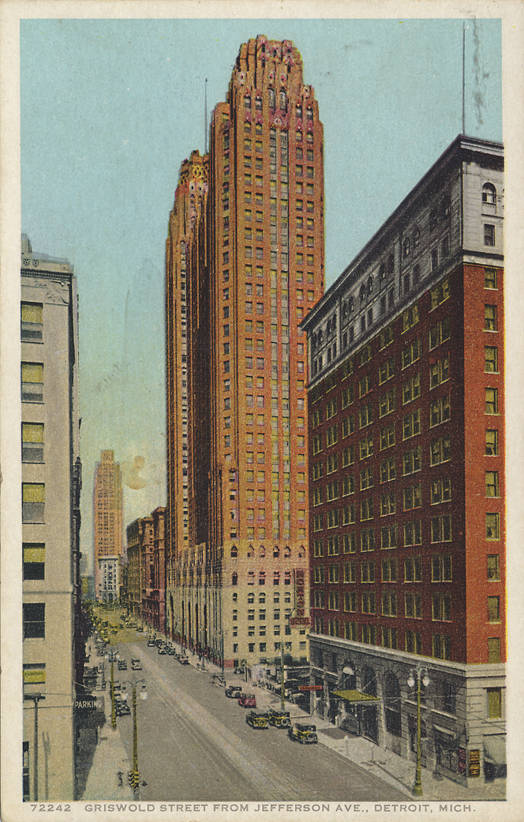
Postal de los años 1910
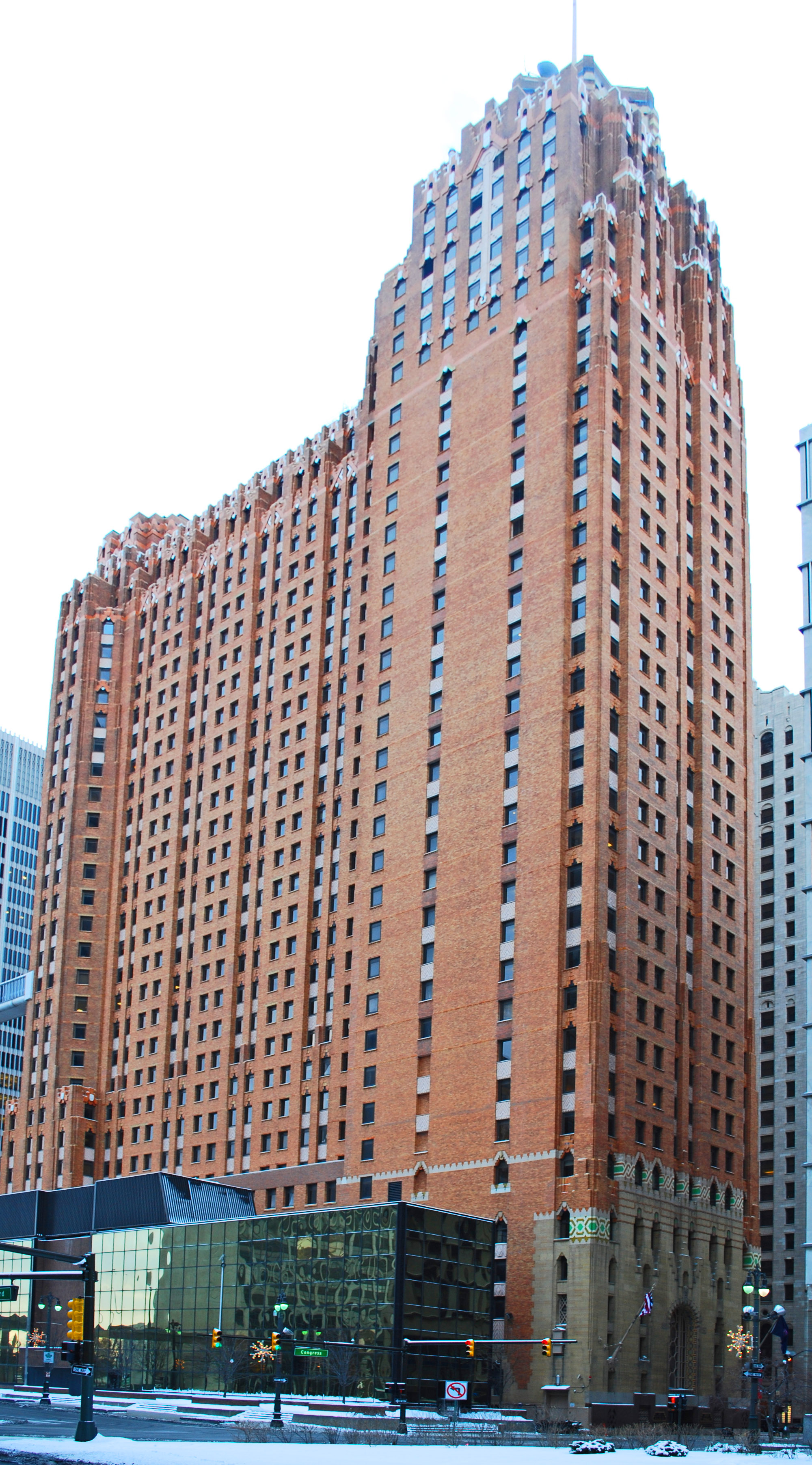
Costado Avenida Woodward
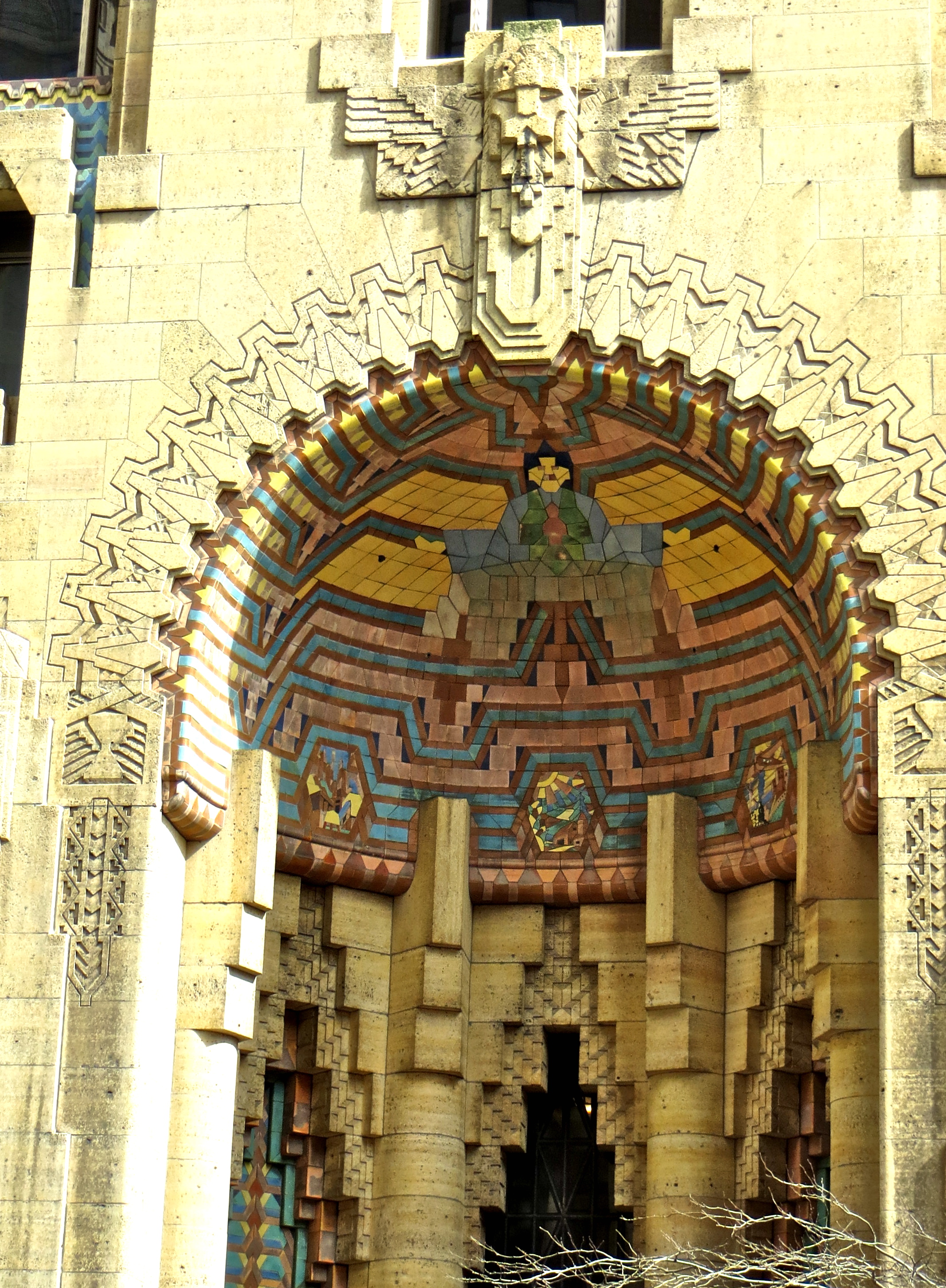
Relieves de Corrado Parducci
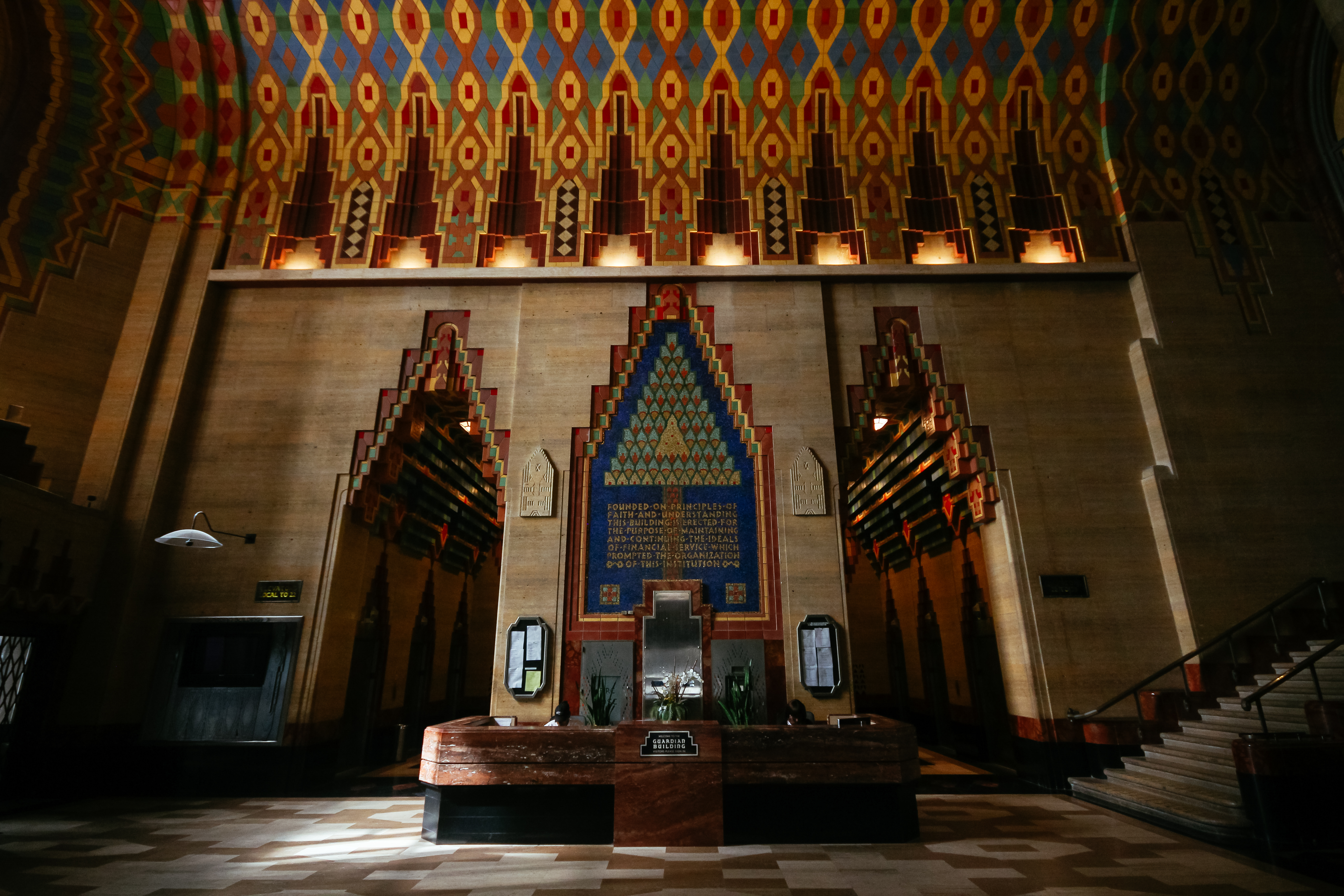
Recepción de estilo art déco maya
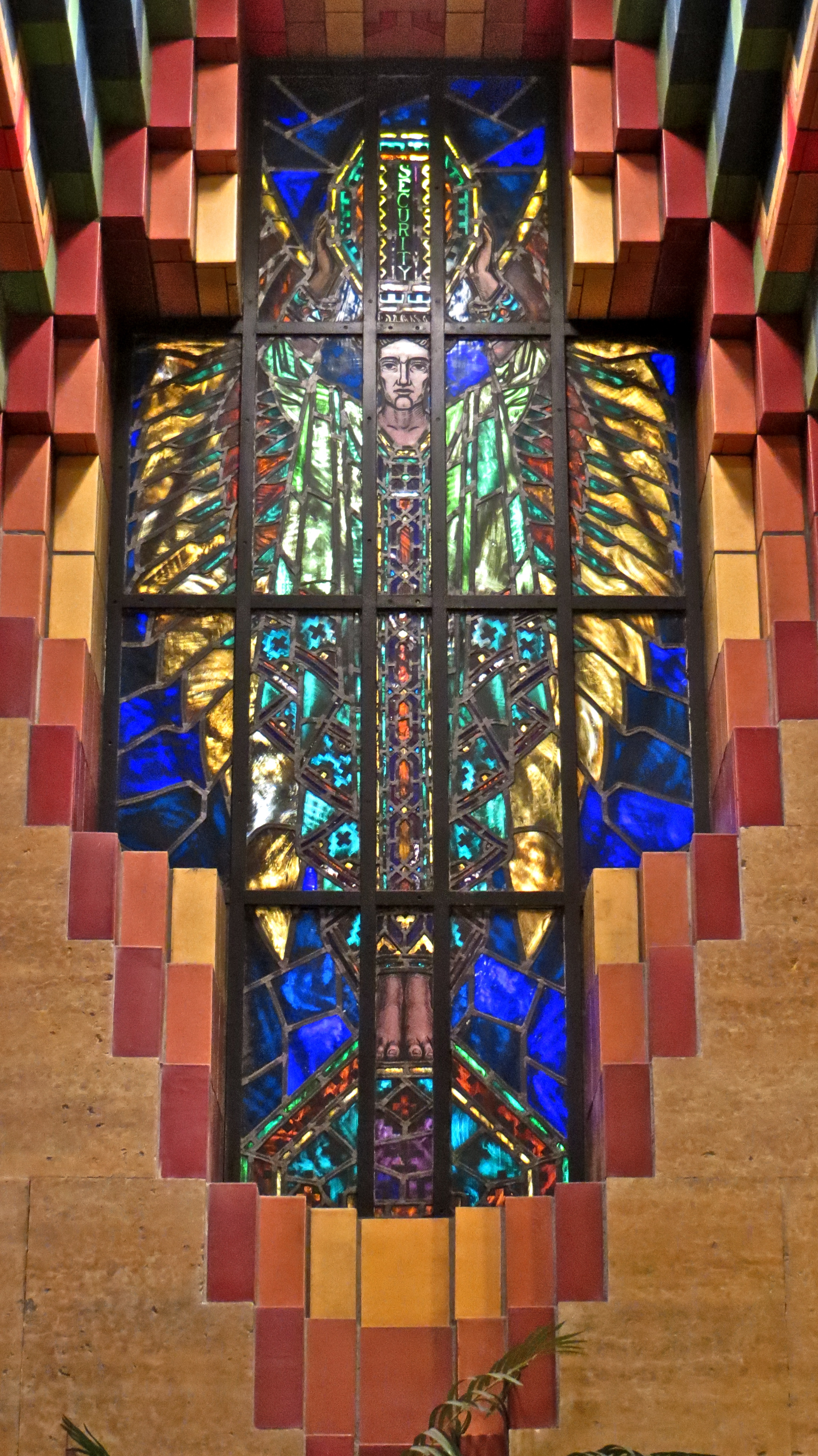
Vitral
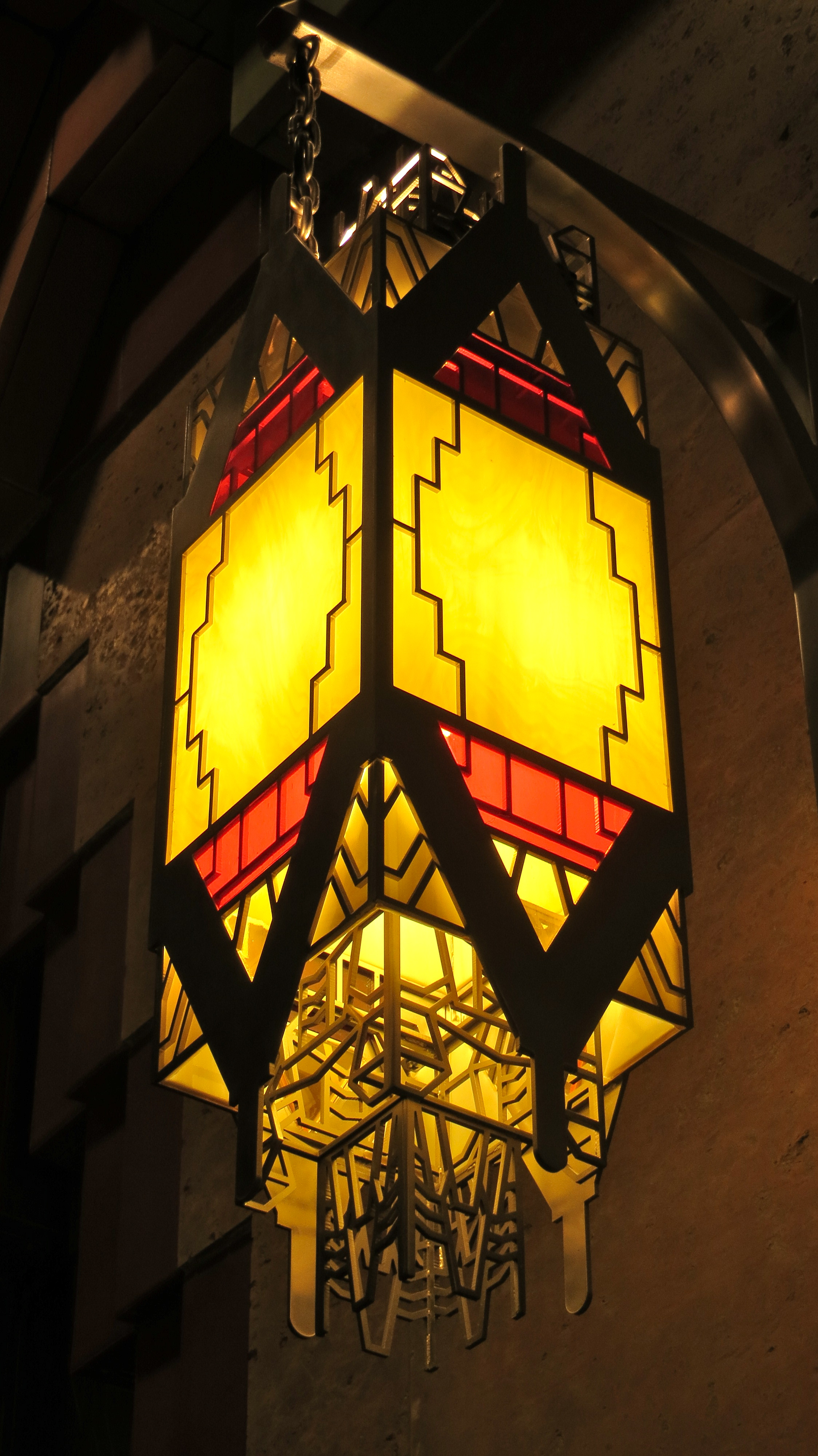
Lámpara art déco
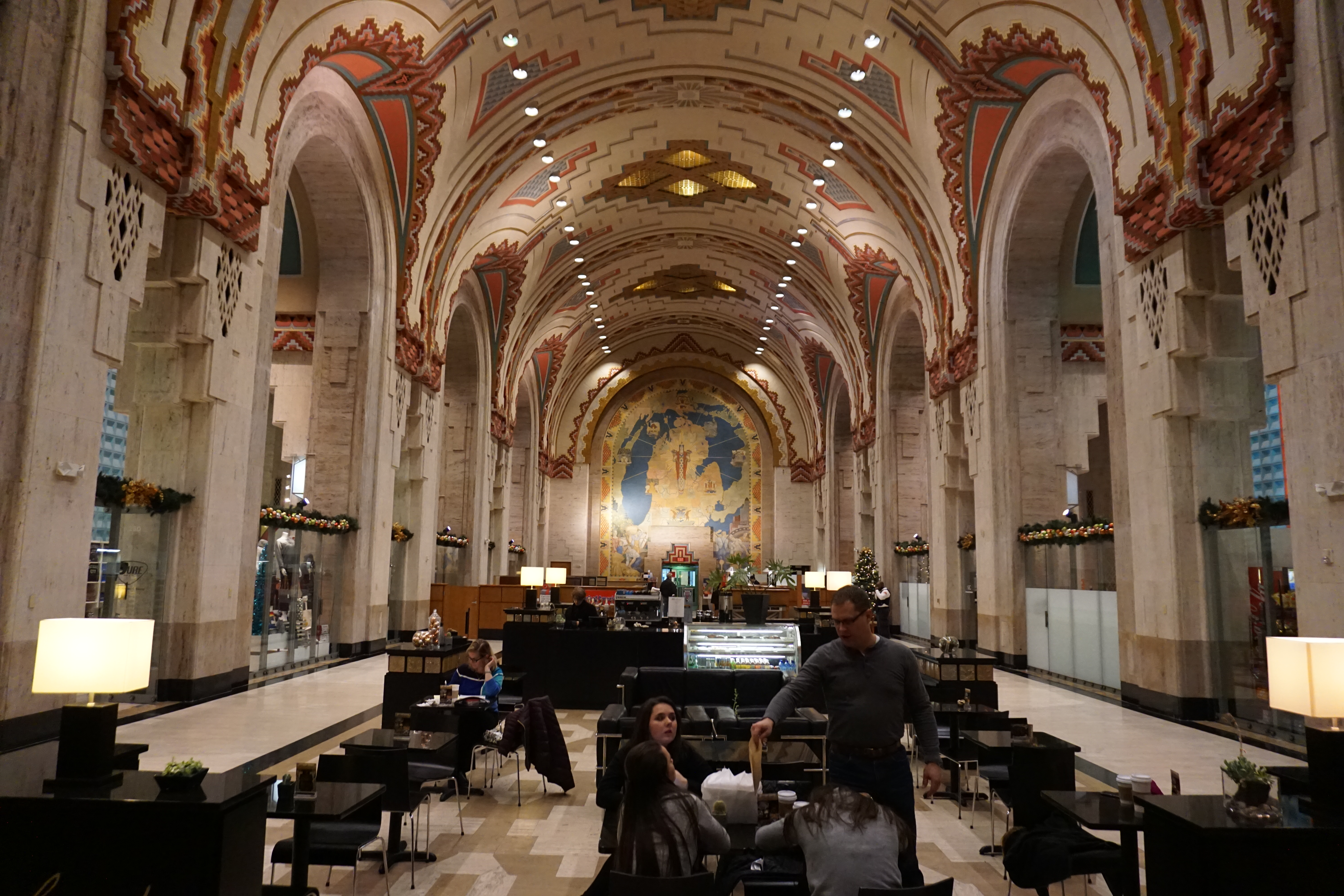
Bóveda interior